# Лопухин, Иларион Дмитриевич
Иларио́н Дми́триевич Лопухи́н (ум. 1671) — русский государственный деятель из рода Лопухиных, двоюродный дядя царицы Евдокии, дед князя А. Я. Хилкова.

## Жизнь
Сын Дмитрия Никитича Лопухина, стрелецкого сотника и головы в Москве при царях Иване Грозном и Федоре Ивановиче, безвинно уморенного царем Борисом Годуновым.
Служил царям на протяжении шестидесяти семи лет. Начал службу при царе Василии Ивановиче Шуйском, проявил храбрость и мужество во время знаменитой осады Москвы польско-литовскими войсками, за что был пожалован вотчиной. В 1610 году — жилец, имел оклад 400 четей и 10 руб.
При царе Михаиле Фёдоровиче — московский дворянин, глава московских стрельцов.
Ездил послом в Венгрию (1630) и в Турцию (1633).
Государем Алексеем Михайловичем в 1649 году был определен в Посольский приказ и в 1651 году послан на переговоры к гетману Б. Хмельницкому с государевыми дарами.

Между тем Хмельницкий укреплял города, дополнял полки, переписывался с Ханом и с Россиею, с Портою и с Баном Трансильванским, Ракочи; получил соболей в подарок чрез Лопухина и Портомоина, выгнал Молдаванина, который от своего Государя, в виде посла, приехал шпионить; и отвергнул все условия с Поляками, кроме Зборовских.— 
В 1653 году назначен ведать Посольским приказом, разрабатывал и участвовал в подписании договора о воссоединении Украины с Россией, куда с дипломатическими целями ездил ещё два раза, в 1657 и 1659 годах.
В 1654—1656 годах в свите государя «славно и храбро участвовал в походах на Литву и Польшу» и успешно вел переговоры с ними о мире, был послом в Полоцке на переговорах с послом Священной Римской империи.
В 1658 году по поручению царя Алексея Михайловича вел переговоры с патриархом Никоном в Воскресенском монастыре.
В 1658 и 1660 годах он был думным дьяком «без того, чтобы ставить ему это в укоризну», — так сказано в указе о назначении. Царь Алексей Михайлович, как и отец его, ценил способности Лопухина, и было время, когда он работал одновременно в трёх приказах — Посольском, Казанского дворца, Новгородской четверти, был одним из царских полномочных в Батурин.

В 1667 году Иларион Дмитриевич становится думным дворянином и вторым судьей Приказа Казанского дворца и несёт придворную службу.
В 1662 году за заслуги была дана ему государева грамота о жаловании ему множества вотчин и поместий; известен текст с его надгробного камня: «Скончался сей предпочтенный, трудолюбивый и справедливый муж, верный Монарху слуга и патриот, думный дворянин Иларион Дмитриевич Лопухин в 7179 (1671)». В частности, ему было пожаловано владение в Белом городе (современный адрес: Хитровский переулок, 3/1, Усадьба Лопухиных—Волконских—Кирьяковых).
Похоронен в Спасо-Андрониковом монастыре в Москве. Отпевание служил Патриарх.
Лопухин упоминается в книге «Путешествие в Московию» австрийского посла Августина Мейерберга (1612—1688), в частности в описании рисунка «Празднование Вербного воскресенья на Красной площади»:

В путешествии Мейерберга находится подробное описание сего торжества, которое здесь сообщается, с присовокуплением всех сведений, какие только о сем имеются у древних и современных писателей. На стр. 96 латинского подлинника сказано: «В 23 день марта праздновали вшествие Христа Спасителя в царский град иудеев. По древнему обычаю великий князь до начатия церемонии отправился в одну близлежащую церковь во имя Святаго Креста Иерусалимского, откуда начиналось шествие. Впереди шло духовенство с хоругвями и святыми иконами, а за оным следовали все знатные особы царского двора, [С. 199] потом шествовал сам царь; имея на голове золотую, драгоценными камнями богато украшенную корону и упираясь на идущих по обеим сторонам его двух знатнейших советников. За ним следовали епископы в белых ризах, имея на голове белые шелковые шапки, богато вышитые жемчугом. Таким образом по прошествии четверти часа дошли к тому месту, где против кремлёвских ворот воздвигнуто из тесаного камня строение, воздымающееся в виде полукружия от лежащей внизу улицы до самой вышины места. Стоя здесь в великолепном своем смирении, на драгоценнейших сибирских собольих мехах, он позвал к себе государственного канцлера, или думного дьяка, Иллариона Лопухина, которому приказал подойти к отведенному нам месту (на крыше одного низкого дома, откуда могли мы видеть все шествие) и спросить от имени его царского величества о здоровье нашем».— 
Приём посланников римского императора Леопольда I русским царем Алексеем Михайловичем. 24 апреля 1662. Извлечение из сочинения А. Мейерберга «Путешествие в Московию…»:

И так мы вошли в верхний ярус к царю по лестницам и сеням, уставленным по обеим сторонам густыми рядами стрельцов в блестящем вооружении и везде сплошь устланным коврами так тщательно, что нельзя было видеть даже самого маленького непокрытого уголка ни на полу, ни на стенах, ни на потолке. Во втором покое его помещения, довольно обширного и с каменным сводом, освещенного восковыми свечами и везде обитого богато вытканными бельгийскими и персидскими обоями, на очень высоком престоле, поставленном, по обыкновению, в углу, у окна, восседал сам царь в народной шапочке, которая твердо сидела на голове от жемчуга и драгоценных камней, держа в правой руке скипетр, украшенный значительной величины алмазами; налево от него сидело на лавках немало бояр. После того, как мы отдали ему почтение, он велел нам сесть на лавке против себя, у другого окна, возле стены, и благоволил спросить о нашем здоровье у стоящего подле нас канцлера (думного дьяка) Лопухина. [С. 188] Потом встал и, стоя на ступеньке престола, приделанной к нему, в виде подножия, положил шапочку и скипетр, взял от подавшего большую хрустальную чашу, налитую медом, и, обернувшись ко мне, провозгласил здоровье своего любезнейшего брата, его священного цесарского величества, изъявляя желание своё в следующих словах: «Дай, Господи, чтобы мы, великие государи, могли одолеть всех наших недругов» и в три приема выпил чашу. Потом, взяв опять шапочку, сел и подал мне из своих рук большую серебряную чашу с вином, также моему товарищу и троим нашим чиновникам, которых, получив на то позволение, мы привели с собою. Когда эти чаши были осушены, он поднес нам, в том же порядке и таким же образом, одну за другой, еще пять чаш; сам, однако, не пил больше. Мы пили их в последовательном порядке, по чинам: за здоровье его, потом первородного сына, младшего и всего его семейства, и за добрый успех счастливого мира. Услыхав это последнее желание, царь сказал: «Это было бы великое дело!» Исполнив все это, мы удалились, замечая, однако, что стольники, приносившие царю чаши для поднесения нам, всегда с накрытыми головами входили в покой и стояли тут, пока не подадут ему чаш, хотя все бояре сидели без шапок. А когда дожидались чаш, пока они будут выпиты, снимали свои шапки, приняв же их, опять накрывались при выходе.— Мейерберг, Августин (1612—1688). Путешествие в Московию барона Августина Мейерберга… — М., 1874. — С. 188—189.

## Семья
От брака с Еленой Никифоровной Выповской сын Леонтий Иларионович (—30.09.1677). Был жильцом в 1640 г., затем нёс придворную службу в 1648 г. стряпчим. В 1657 г. становится стольником при Государе Алексея Михайловиче. В 1661 г. после воссоединения Украины с Россией был послан для приёма под Государеву «высокую руку Белгородского полку полковников и ясаулов». В 1678 г. служил вторым судьей в Земском приказе. В составе свиты Государя Алексея Михайловича участвовал в походах против Польши и Литвы, проявил усердие и мужество в сражениях за Смоленск, Вильну, Брест и многих других, за что был отмечен персональным Государевым указом, и ему были пожалованы новые вотчины. Супруга — Наталья, дочь патриаршего стольника Осипа Фёдоровича Ладыженского.

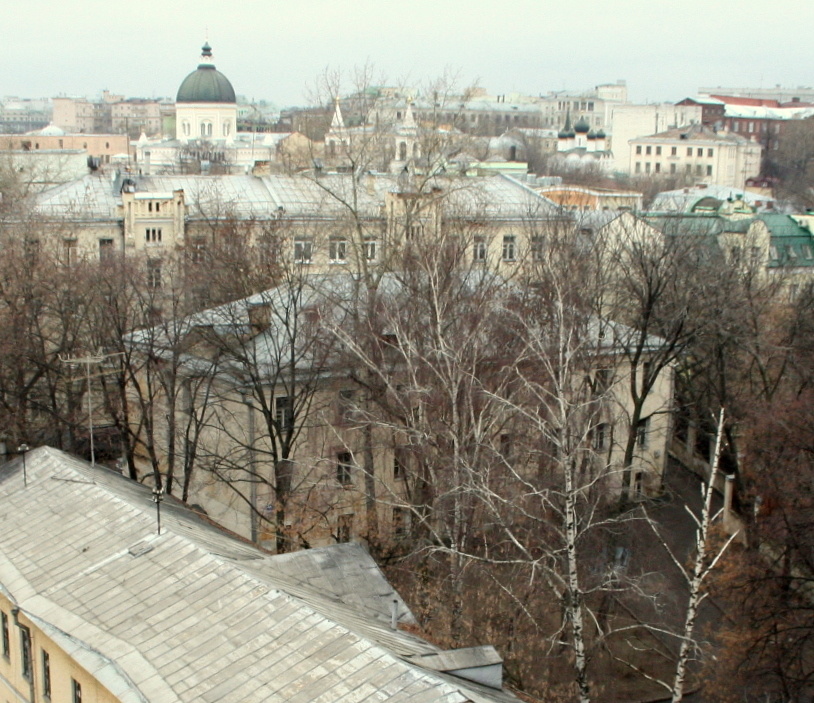
Главный дом усадьбы Лопухиных-Волконских-Кирьяковых.
Вдали — Ивановский монастырь и церковь Владимира в Старых Садех.

- - Внук — Лопухин Фёдор Леонтьевич (звался также Авраам) — стольник при Государе Фёдоре Алексеевиче, участвовал в войне с Турцией и Крымом в должности стрелецкого головы, проявляя храбрость и воинское умение, за что был награждён новыми вотчинами. Столь же доблестно сражался он с поляками и литовцами во времена регентства Царевны Софьи и опять был отмечен новыми вотчинами. Стольник Царицы в 1675 г. В 1693 году сопровождал Государя Петра I в Архангельск в качестве его личного стольника и спальника. Супруга — 1700 — Фекла Фёдоровна Ртищева.
    - Правнук — Авраам Фёдорович Лопухин (17.07.1706—23.05.1748) — статский советник В 1718 г. поступил на учёбу в Морскую академию, по окончании которой, дослужившись до капитана, перешёл на статскую службу. В 1742 году участвовал в коронации Императрицы Елизаветы Петровны. В 1743 г. — прокурор Московской губернии и вместе с тем прокурор Юстиц-коллегии, статский советник. Погребен в родовой усыпальнице Лопухиных в Спасо-Андрониковом монастыре. Супруга — Анна (17.07.1710-12.05.1780), дочь Ивана Алексеевича Ржевского.
      - Василий Авраамович (старший) (17.07.1729—19.09.1745)
      - Василий Авраамович (младший) (09.09.1746—15.06.1821) — гвардии поручик, супруга — княжна Александра, (18.04.1747—22.01.1777), дочь князя Петра Ивановича Гагарина и его жены Анны Михайловны Леонтьевой
        - Екатерина Васильевна Лопухина
        - Анна Васильевна Лопухина (27.02.1772—03.03.1831)
        - Авраам Васильевич Лопухин (18.01.1774—19.02.1835), капитан, писатель и переводчик. Капитан лейб-гвардии Преображенского полка (в 1794), затем статский советник. Известен как популярный поэт и переводчик своего времени. 0 нем, как о поэте с несомненным дарованием, отзывался В. А. Жуковский. Деятельно сотрудничал в современных ему изданиях «Ипокрена, или Утехи любословия», «Новости», «Русская литература», «Друг просвещения», «Чтение для вкуса, разума и чувствований», «Приятное и полезное проведение времени». Автор нескольких книг, на его стихи есть романсы. По его заказу и при его участии знаменитый архитектор А. Г. Григорьев в 1817—1822 гг. построил в Лопухинском переулке в Москве усадьбу, которая является уникальным памятником московского ампира, сейчас здесь размещается музей Л. H. Толстого. Жена — Василиса Фёдоровна (-10.03.1792)
        - Дмитрий Васильевич Лопухин, князь (22.02.1775—06.12.1831). Капитан в отставке. Служил в 21-м Муромском пехотном полку

      - Мария Авраамовна. Супруг (помолвка 27.08.1749) — князь Пётр Петрович Черкасский, сын князя Петра Борисовича Черкасского, Московского губернатора. Бездетны.

С 1665 по 1772 владение Лопухиных было, в частности, в Москве, на Кулишках (современный адрес: Хитровский переулок, д. 3/1, стр. 2 — главный дом Усадьбы Лопухиных—Волконских—Кирьяковых)